# Howard Reitzes
Howard Reitzes (* 22. března 1951 South Gate) je americký rockový zpěvák a klávesista. V roce 1974 se stal členem obnovené skupiny Iron Butterfly, se kterou nahrál její páté studiové album Scorching Beauty (1975). Je spoluautorem dvou písní a částečně se podílel také na zpěvu. Kapelu opustil již v roce 1975, kdy jej nahradil Bill DeMartines. Dále hrál například se skupinou The Kingsmen a působil ve firmě Harrd Road.